# مونتونه (موچیانو سنتانجلو)
مونتونه (به ایتالیایی: Montone) یک منطقهٔ مسکونی در ایتالیا است که در موشانو سانت آنجلو واقع شده‌است.